# Myotis frater
Myotis frater — вид рукокрилих роду Нічниця (Myotis).

## Поширення, поведінка
Країни проживання: Китай, Японія, Корейська Народно-Демократична Республіка, Республіка Корея, Російська Федерація. У Японії він знаходиться в дуплах дерев протягом дня. У Росії був знайдений в печерах (в зимовий період) і тріщинах скель. Зразки зібрані в Китаї з отвору в стеблах бамбука.